# Мурашниця паранська
Мурашниця паранська (Hylopezus paraensis) — вид горобцеподібних птахів родини Grallariidae.

## Поширення
Вид поширений в Бразилії на південь від річки Амазонки і схід від річки Шінгу у штаті Пара і західній частині штату Мараньян.